# Kawasaki Ki-61
Kawasaki Ki-61 Hien (jap. 飛燕 Hien, „Lecąca Jaskółka”) – japoński samolot myśliwski z okresu II wojny światowej. Kiedy lotnictwo amerykańskie napotkało ten myśliwiec po raz pierwszy zidentyfikowano go jako Bf-109, następnie podejrzewano, że jest to kopia konstrukcji włoskiej. W związku z tym nadano mu nazwę kodową „Tony”, sugerująca włoskie korzenie. Oficjalna nazwa japońska to „Myśliwiec Armii Model 3" (三式戦闘機). Był jedynym masowo produkowanym myśliwcem japońskim wyposażonym w silnik chłodzony cieczą w układzie V. Wyprodukowano ponad 3000 egzemplarzy. Po raz pierwszy lotnicy amerykańscy napotkali go nad portem Jokohama podczas rajdu Doolittle’a 18 kwietnia 1942 roku.

## Opis konstrukcji
Samolot Kawasaki Ki-61 Hien był dolnopłatem o konstrukcji metalowej; kabina zakryta, podwozie klasyczne z kółkiem ogonowym – wciągane w locie. Napęd stanowiły silnik widlasty, chłodzony cieczą i śmigło metalowe, trójłopatowe.

## Historia rozwoju samolotu
Ki-61 został zaprojektowany przez Takeo Doi i jego zastępcę Shin Owadę w odpowiedzi na sformułowane przez Koku Hombu (Kwatera Główna Lotnictwa Armii) pod koniec 1939 roku wymagania na dwa nowe myśliwce bazujące na nowym silniku rzędowym. Miały one wykorzystywać licencyjną kopię niemieckiego silnika Daimler-Benz DB601 (licencję nabyto w 1937 roku), produkowaną pod oznaczeniem Ha-40 przez zakłady silnikowe Akashi należące do Kawasaki. Ki-60 miał być ciężko uzbrojonym myśliwcem przechwytującym, wykorzystywanym do działań ofensywnych na niskich i średnich wysokościach. Ki-61 byłby jego uzupełnieniem, mniejszym obciążeniu powierzchni nośnej, bardziej manewrowym i lżej uzbrojonym.
Oba planowane jednoosobowe i jednosilnikowe myśliwce były podobne w konstrukcji – w całości metalowe ze stopów lekkich, o konstrukcji półskorupowej, ze skrzydłem trójdźwigarowym; lotki, stery wysokości i kierunku o konstrukcji ze stopów lekkich kryte płótnem. Jako priorytetowy określono program rozwoju konkurencyjnego Ki-60, który pierwszy swój lot odbył w kwietniu 1940, podczas gdy prace projektowe nad Ki-61 zaczęto prowadzić dopiero w grudniu 1940. Chociaż konstrukcja Ki-61 była podobna do poprzednika, uwzględniono w niej wnioski z nieudanych prób Ki-60.
Całkowicie metalowy, półskorupowy kadłub miał w większości przekrój owalny, za kabiną pilota przechodząc w kształt zbliżony do trójkąta, o maksymalnej wysokości 1,35 m. Unikatową cechą Ki-61 było zaprojektowanie łoża silnika jako integralnej części kadłuba, co uniemożliwiło zdejmowanie bocznych paneli. Dostęp do silnika możliwy był od spodu i od góry. Zwężający się, prostokątny wlot powietrza do sprężarki zlokalizowano po lewej stronie silnika. Za grodzią silnika znajdowały się skrzynki z amunicją dla umieszczonych powyżej dwóch zsynchronizowanych karabinów maszynowych Ho-103 kalibru 12,7 mm. Prawy karabin był lekko cofnięty w stosunku do lewego. Tylce karabinów sięgały do kokpitu, wystawały nad instrumentami pokładowymi. Karabiny Ho-103 były lekkie jak na swój kaliber (ok. 23 kg) i strzelały lekkim pociskiem, ale kompensowały to dużą szybkostrzelnością. Zapas amunicji wynosił tylko 250 naboi na karabin. Pod fotelem pilot zlokalizowano samozasklepiający się zbiornik o pojemności 165 litrów. Wiatrochron opancerzony, plecy pilota chroniła płyta grubości 13 mm. Chłodnica silnika razem z chłodnicą oleju zlokalizowane zostały pod kadłubem, z prostopadłościenną obudową o regulowanym klapą wylocie.
Równo zwężające się skrzydła miały proporcje 7:2 i całkowitą powierzchnię 20 m². Zastosowano trzy dźwigary – główny o konstrukcji Warrena (kratownica tworząca trójkąty równoboczne) i dwa pomocnicze. Tylny dźwigar niósł dzielone klapy i długie, wąskie lotki, podczas gdy przedni wspierał punkty mocowania podwozia. Samo podwozie miało relatywnie szeroki rozstaw – 4 m. U nasady każdego skrzydła, zaraz za głównym dźwigarem, znajdował się ponadto częściowo samouszczelniający zbiornik o pojemności 190 litrów. Za głównym dźwigarem przewidziano ponadto przestrzeń na uzbrojenie (początkowo był to karabin maszynowy Typ 89 kalibru 7,7 mm).
Pierwszy prototyp San-Shiki-Sentohki ichi gata (oficjalna nazwa – „Myśliwiec Typ 3 Model 1") oblatano w grudniu 1941 roku w Kagamigahara. Piloci doświadczalni wypowiadali się entuzjastycznie o samouszczelniających się zbiornikach paliwa, poprawionym uzbrojeniu i dobrym charakterystykom nurkowania. Wyżsi oficerowie Koku Hombu sceptycznie podchodzili do wysokiego obciążenia powierzchni nośnej – 146,3 kg/m² oraz do wysokiej masy startowej – 2950 kg. Tradycyjne japońskie poglądy na lotnictwo myśliwskie preferowały lekkie i zwrotne samoloty, nie zawsze silnie uzbrojone i szybkie. Ilustracją takiego podejścia był Ki-43-I-Hei, z obciążeniem 92,6 kg/m². Wcześniejsze myśliwce Ki-27 miały ten parametr jeszcze niższy.
Aby przekonać dowództwo do swojej konstrukcji, zakłady Kawasaki zaaranżowały porównanie pomiędzy dwoma prototypami K-61, Ki-43-I, przedprodukcyjnym egzemplarzem Ki-44-I, ŁaGG-3 (rosyjski pilot uciekł na nim do Mandżurii), Bf-109E-3 oraz zdobycznym P-40E Warhawk. Myśliwiec japoński okazał się najszybszym, zwrotnością ustępując jedynie lokalnej konkurencji Ki-43.
Ki-61 był ostatnim myśliwcem napędzanym silnikiem DB-601 (lub jego kopią), w międzyczasie pojawiły się też mocniejsze jednostki napędowe. W momencie oblotu Ki-61 (grudzień 1941), co nastąpiło trzy lata po Bf-109E i rok po Macchi C.202, silnik był już przestarzały w porównaniu do nowych rzędowych (moce rzędu 1500 KM) i gwiazdowych (2000 KM) jednostek napędowych zbliżających się do stadium produkcyjnego. Wkrótce do linii weszły napędzane nimi konstrukcje, taki jak Republic P-47. Co więcej wysilony Ho-40 okazał się podatny na awarie.
Oryginalny silnik DB-601 wymagał zachowania wysokich standardów w produkcji. Ho-40 był od niego lżejszy o 30 kg i jeszcze bardziej delikatny. Okazało się to wyzwaniem dla fabryki w Akashi. Sytuacja pogorszyła się jeszcze w związku z deficytami materiałów eksploatacyjnych, olejów i smarów, niezbędnych do bezawaryjnej eksploatacji silnika. Japońskim ekwiwalentem mocniejszego DB-605 był Ho-140, po zamontowaniu go na Ki-61 otrzymano operujący na dużych wysokościach myśliwiec przechwytujący Ki-61-II.
W porównaniu z Ki-61-I, Ki-61-II miał powierzchnię skrzydeł powiększoną o 10%, był lepiej opancerzony i napędzany silnikiem o mocy 1500 KM (1120 kW). Po przezwyciężeniu początkowych problemów ze stabilnością, w czym pomógł powrót do oryginalnego skrzydła, wprowadzono go do służby jako Ki-61-II-Kai. Niestety Ho-140 również nękany był (nigdy nie rozwiązanymi) problemami z niezawodnością, połowa z silników pierwszej serii została zwrócona do producenta celem przebudowy. Podczas nalotu z 19 stycznia 1945 została zniszczona fabryka w Akashi i 275 płatowców Ki-61-II-Kai zostało w konsekwencji przebudowanych na Ki-100, poprzez zamontowanie silników gwiazdowych Mitsubishi Ha-112-II. Nowe silniki nie miały problemów z niezawodnością, ale charakteryzował je większy spadek mocy wraz z wysokością. Stawiało to pod znakiem zapytania sens montowania ich w wysokościowym myśliwcu przeznaczonym do walki z B-29.

## Wykorzystanie bojowe
Samoloty Kawasaki Ki-61 Hien od lutego 1943 roku zostały wprowadzone do jednostek lotniczych armii japońskiej. Po raz pierwszy użyto ich w akcjach bojowych w kwietniu 1943 w walkach nad Nową Gwineą. Następnie stosowano je w walkach nad Nową Irlandią i Nową Brytanią. Niewielka liczba tych samolotów walczyła również w Chinach i Mandżurii. W 1944 roku walczyły na Filipinach, a następnie broniły wysp japońskich. W końcowym okresie wojny samolotów Kawasaki Ki-61 I użyto jako samolotów dla jednostek kamikaze, a samolotów Kawasaki Ki-61 II do walki z amerykańskimi samolotami Boeing B-29 dokonującymi nalotów na Japonię. Pewna liczba samolotów dostała się w ręce chińskich wojsk komunistycznych. Były wykorzystywane do końca lat 40. XX w.
Jednostki używające Kawasaki Ki-61 Hien w japońskim lotnictwie:
- dywizjony myśliwskie (Sentai): 17, 18, 19, 23, 28, 37, 55, 56, 59, 68, 78, 105, 244
- samodzielna eskadra myśliwska (Chutai): 23

## Ataki taranem w wykonaniu pilotów Ki-61
Taktyka taranowania jako sposobu walki z amerykańskimi B-29 Superfortress została zastosowana po raz pierwszy w sierpniu 1944, kiedy to podczas nalotu B-29 z baz chińskich na stalownie w Yawacie sierżant Shigeo Nobe z 4. Sentai wykorzystał do tego celu swój Kawasaki Ki-45. Jego atak zniszczył B-29 będący celem, odłamki z eksplozji strąciły kolejny bombowiec w szyku. Jego sukces zachęcił kolejnych pilotów do zastosowania takiej taktyki.
W dniu 7 listopada 1944, dowódca 10. Hikoshidan (dywizja lotnicza) oficjalnie usankcjonował atakowanie B-29 taranem. Aby ułatwić osiągnięcie odpowiedniej wysokości przeznaczane do tego celu myśliwce pozbawiano opancerzenia i uzbrojenia kadłubowego. Termin „kamikaze” nie był jednak używany przez lotników.
Wśród jednostek podporządkowanych 10. Hikoshidan znajdował się 244. Hikosentai (pułk lotniczy), dowodzony przez kapitana Takashi Fujitę. Z trzech Chuatai (dywizjonów) – 1. „Soyokaze”, 2. „Toppu” i 3. „Mikazuki” wydzielono jednostkę specjalną Hakagure-Tai i zasiloną ją ochotnikami z tych dywizjonów. Na dowódcę wyznaczono porucznika Toru Shinomiyę.
Podczas nalotu w dniu 3 grudnia 1944 trzech pilotów jednostki (Shinomiya oraz sierżanci: Masao Itagaki i Matsumi Nakano) wystartowało na swoją pierwszą misję. Shinomiya staranował B-29 i, a następnie zdołał wylądować swoim Ki-61, pozbawionym części lewego skrzydła. Po swoim ataku Itagaki musiał opuścić uszkodzony myśliwiec na spadochronie. Nakano zdołał uszkodzić bombowiec o nazwie własnej „Long Distance” z 498. Grupy Bombowej, po czym musiał lądować awaryjnie. Jako element akcji propagandowej, myśliwce Shinomiji i Nakano zostały wystawione na widok publiczny w tokijskim domu towarowym Matsuya, razem z naturalnej wielkości kartonowym przekrojem przedniej części B-29. Trójka pilotów otrzymała (utworzone imperialnym edyktem z 7 grudnia 1944) odznaczenie Bukochosho. Do końca wojny odznaczenie to było nadawane prawie wyłącznie pilotom myśliwskim zwalczającym B-29. Po publicznym ujawnieniu jednostki Hakagure-Tai, przemianowano ją na Shinten Seiku Tai (jednostka ataków taranem). 27 stycznia 1945 roku sierżant Masao Itakagi przeprowadził kolejny atak taranem, ponownie ratując się skokiem na spadochronie i otrzymując kolejne odznaczenie. Stał się on w ten sposób jednym z dwóch żołnierzy odznaczonych Bukochosho podwójnie.

## Wersje
- Ki-61 Ia – wersja seryjna, uzbrojona w 2 karabiny maszynowe Typ 89 kal. 7,7 mm i 2 karabiny maszynowe Ho-103 kal. 12,7 mm
- Ki-61 Ib – wersja seryjna, uzbrojona w 4 karabiny maszynowe Ho-103 kal. 12,7 mm[1]
- Ki-61 Ic KAI – wersja seryjna, uzbrojona w 2 działka Ho-5 kal. 20 mm i 2 karabiny maszynowe Ho-103 kal. 12,7 mm, wzmocnione skrzydła umożliwiające przenoszenie bomb lub dodatkowych zbiorników paliwa
- Ki-61 Id KAI – wersja myśliwca przechwytującego, uzbrojona w 2 działka lotnicze kal. 30 mm i 2 karabiny maszynowe kal. 12,7 mm
- Ki-61 II – prototyp, z silnikiem Kawasaki Ha-140 i zwiększoną powierzchnią nośną skrzydeł
- Ki-61 II KAI – wersja produkcyjna z silnikiem Kawasaki Ha-140 i normalnymi skrzydłami
- Ki-61 IIa KAI – wersja produkcyjna, uzbrojona w 2 działka kal. 20 mm i 2 karabiny maszynowe kal. 12,7 mm
- Ki-61 IIb KAI – wersja produkcyjna, uzbrojona w 4 działka kal. 20 mm
- Ki-61 III – prototyp o zmienionym profilu aerodynamicznym

Łącznie w latach 1942–1945 zbudowano 2654 samoloty Kawasaki Ki-61 wszystkich wersji.

## Zachowane egzemplarze
- A Ki-61-II-Kai (nr seryjny 5017) eksponowany w muzeum Tokko Heiwa Kaikan w prefekturze Chiran Kagoshima (Kyushu)
- A Ki-61 (nr seryjny nieznany) pozostaje własnością muzeum Kermit Weeks’ Fantasy of Flight. Nie jest on dostępny publiczności, oczekuje na ewentualną renowację.
- A Ki-61-I-Otsu (nr seryjny 640) jest obecnie doprowadzana do stanu lotnego w Wangaratta (Australia). Po zakończeniu renowacji wejdzie w skład ekspozycji Military Aviation Museum w Virginia Beach (stan Virginia)